# Zbór Kościoła Adwentystów Dnia Siódmego Ruchu Reformacyjnego w Lublinie
Zbór Kościoła Adwentystów Dnia Siódmego Ruchu Reformacyjnego w Lublinie – zbór adwentystów reformowanych działający w Lublinie, zrzeszający wyznawców reformowanego adwentyzmu zamieszkałych na Lubelszczyźnie, polskiej części Podkarpacia i w innych regionach Polski Wschodniej.
Starszym zboru jest Henryk Mielniczek.
Nabożeństwa odbywają się według wcześniejszego ogłoszenia w kaplicy adwentystyczno-reformowanej w podlubelskiej Jabłonnie. Składają się z dwóch części: pierwsza z nich to rozważanie Pisma Świętego (tzw. szkoła sobotnia), obejmujące lekcję powtarzającą (krótkie omówienie materiału z ubiegłego tygodnia) oraz lekcję klasową (rozważanie bieżącego materiału), według publikowanego przez Generalną Konferencję międzynarodowego kwartalnika Sobotnie Lekcje Biblijne. Druga część nabożeństwa to Kazanie Słowa Bożego. Obie części rozpoczynają się i kończą od pieśni i modlitw, przy czym pierwsza część zawiera dodatkowo czytanie psalmu na rozpoczęcie nabożeństwa, a druga – czytanie tekstu kazalnego (fragmentu Pisma Świętego, na którym oparte jest kazanie).

## Kaplica adwentystyczno-reformowana w Jabłonnie

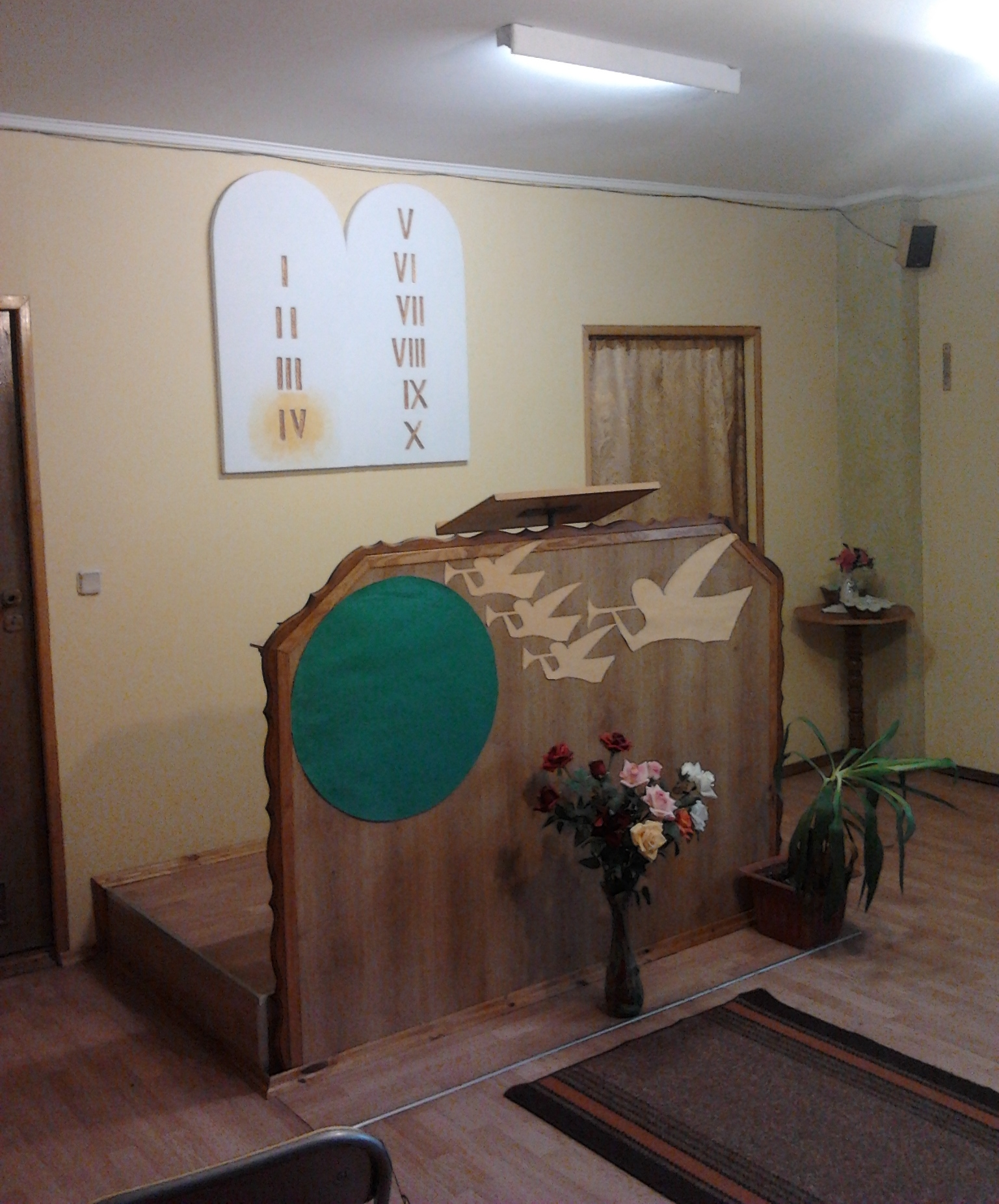
Widok na kazalnicę
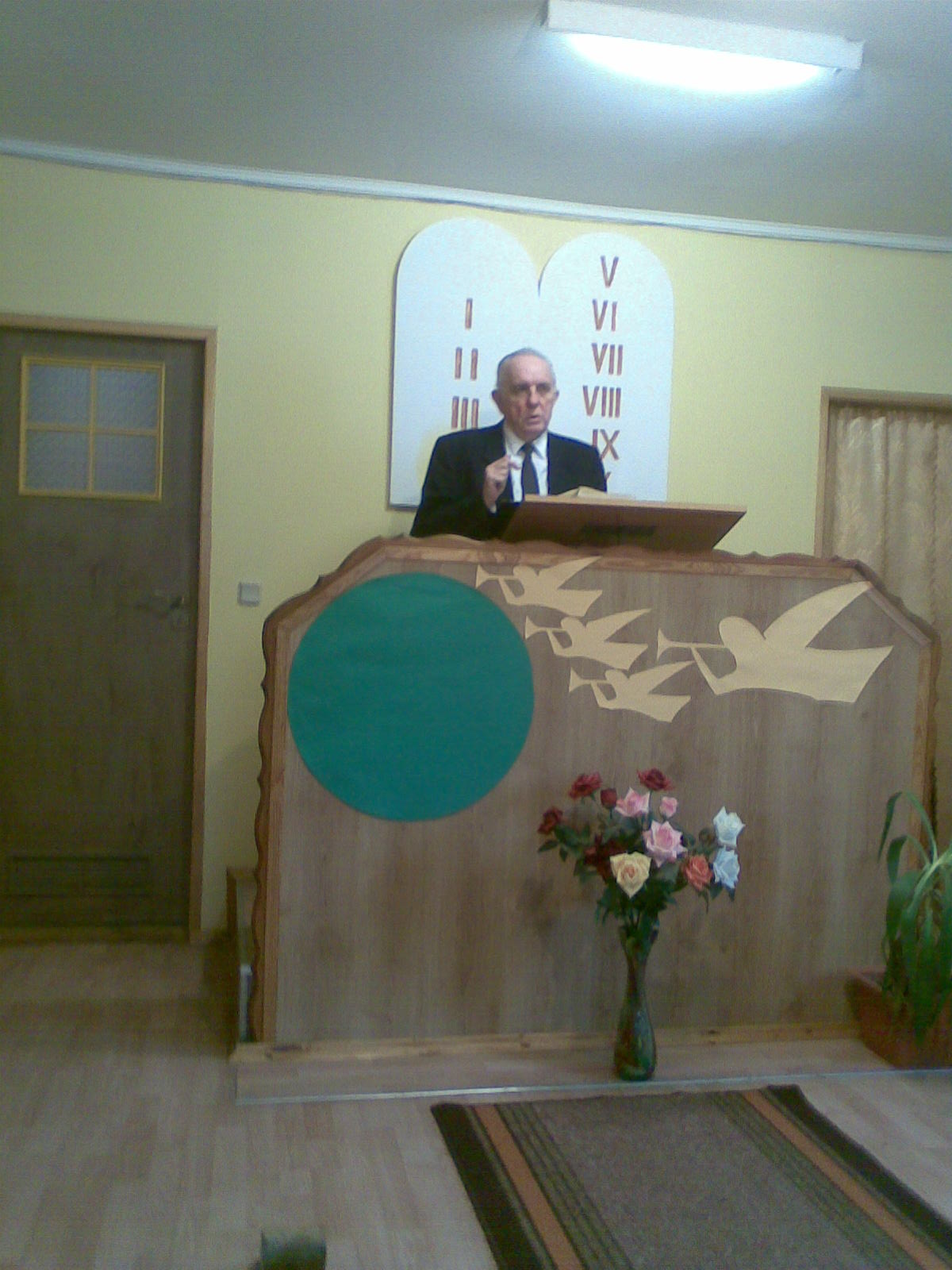
Bogumił Pawlak wygłasza kazanie nt. siedmiu zborów z Objawienia św. Jana podczas nabożeństwa w sabat dn. 24 grudnia 2011 r.
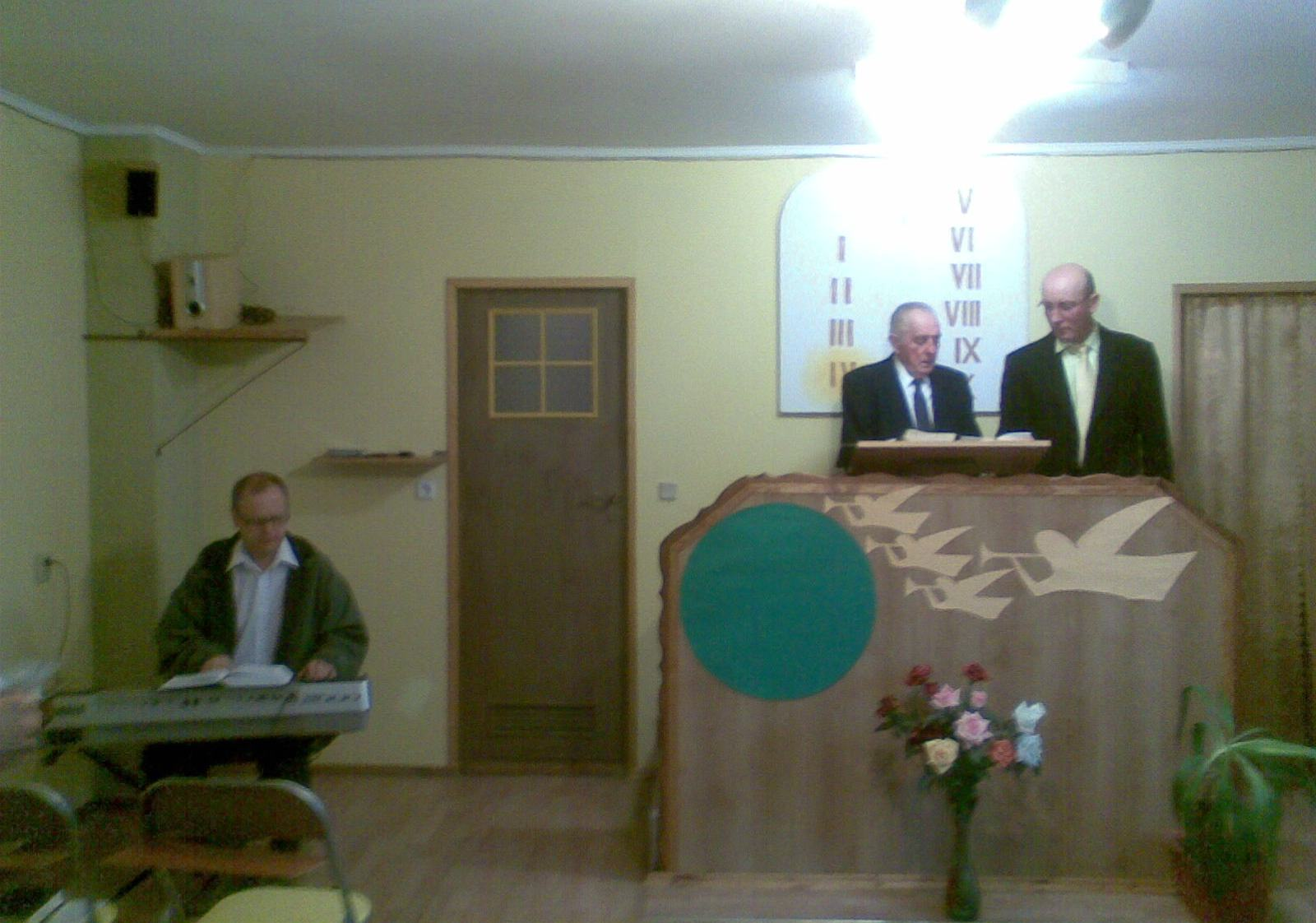
Bogumił Pawlak i Henryk Mielniczek – prowadzący nabożeństwo (za kazalnicą) oraz organista